# 4906 Сенеферу
4906 Сенеферу (4906 Seneferu) — астероїд головного поясу, відкритий 24 вересня 1960 року.
Тіссеранів параметр щодо Юпітера — 3,653.